# Côle
Die Côle (vormals auch: Colle, okzitanisch: Còla) ist ein Fluss in Frankreich, der im Département Dordogne in der Region Aquitanien verläuft. Sie entspringt im Regionalen Naturpark Périgord-Limousin, im Gemeindegebiet von Firbeix, entwässert generell Richtung Südwest und mündet nach rund 52 Kilometern bei Brantôme en Périgord als linker Nebenfluss in die Dronne. Ihr durchschnittliches Gefälle beträgt 5,15 m/km.

## Durchflossene Gemeinden
- Firbeix (Quelle)
- La Coquille
- Mialet
- Saint-Jory-de-Chalais
- Thiviers
- Saint-Romain-et-Saint-Clément
- Saint-Jean-de-Côle
- Saint-Pierre-de-Côle
- La Chapelle-Faucher
- Condat-sur-Trincou (Mündung)
- Brantôme (Mündung)

## Verlauf
Die Côle entspringt in 370 Meter Höhe etwas östlich vom Weiler Le Châtenet, 3 Kilometer südsüdwestlich vom Ortskern von Firbeix entfernt. Sie fließt anfangs in südsüdwestlicher Richtung durch das Gemeindegebiet von La Coquille und wird dabei mehrmals in kleineren Weihern zurückgehalten. Die Côle ändert sodann ihren Kurs im Nordwesten von La Coquille auf Westsüdwest und wird nach Erreichen der Gemeinde Mialet zur 77 Hektar großen Retenue de Miallet aufgestaut. Nach dem Zusammenfluss mit dem rechtsseitigen Coly südlich von Mialet macht sie eine Südwendung und passiert anschließend Saint-Jory-de-Chalais. Hinter Saint-Jory-de-Chalais verengt sich das Tal und der Fluss beginnt zu mäandrieren und sich bis an die hundert Meter tief ins Grundgebirge einzuschneiden. Etwa 1 Kilometer nach Erreichen des Gemeindegebietes von Thiviers (hier verlässt der Fluss den Regionalen Naturpark) macht die Côle unterhalb des Weilers Razac eine drastische Richtungsänderung nach Westsüdwest und fließt nördlich von Saint-Romain vorbei. Kurz oberhalb von Saint-Jean-de-Côle erfolgt ein erneuter Kurswechsel auf Südwest. Das Tal verflacht und weitet sich auf über 500 Meter. Bei Saint-Pierre-de-Côle dreht der Fluss schließlich auf Westkurs, passiert südlich von La Chapelle-Faucher und mündet kurz unterhalb des Weilers Les Gourdoux (Grenze Condat-sur-Trincou/Brantôme), auf 106 Meter Höhe in die Dronne.

## Geologie
In den ersten zwei Dritteln ihres Verlaufs durchquert die Côle das metamorphe Grundgebirge des nordwestlichen Zentralmassivs. Von ihrer Quelle bis Saint-Jory-de-Chalais durchzieht sie Augengneise der Unteren Gneisdecke. Nach Überschreiten einer Nordost-streichenden Störung mäandriert sie durch Plagioklas-führende Paragneise. Sie trifft dann südlich von Les Pouyouleix auf einen etwa 500 Meter breiten, Nordost-streichenden Leptynitzug. Hier verlässt sie die Einheiten der Unteren Gneisdecke und begegnet den Glimmerschiefern der strukturell tiefer liegenden Parautochthonen Glimmerschiefereinheit – ein ebenfalls Nordost-streichendes, 2 Kilometer breites Band, in das zahlreiche, geringmächtige Amphibolitzüge eingeschaltet sind. Mit Erreichen des Gemeindegebietes von Thiviers oberhalb von Razac durchschneidet sie die Deckengrenze zur strukturell höherliegenden Thiviers-Payzac-Einheit und durchfließt jetzt die rhyodazitischen Grès de Thiviers. Ab La Chabanne (Gemeinde Saint-Romain-et-Saint-Clément) bis zum Verlassen des Grundgebirges herrschen dann sehr gestörte Verhältnisse, die unter anderem nochmals die Glimmerschiefer und die Leptynite zur Oberfläche bringen.
Kurz vor Saint-Jean-de-Côle durchquert die Côle die eigentliche Randstörung des Zentralmassivs und hat es von nun an auf dem letzten Drittel ihrer Reise mit den flachliegenden Sedimenten des nordöstlichen Aquitanischen Beckens zu tun. Im Norden von und unmittelbar bei Saint-Jean-de-Côle trifft sie auf transgressiven, vorwiegend detritischen Lias, der etwas weiter talabwärts vom oolithischen Dogger abgelöst wird. Die Doggerkalke können auch rekristallisiert vorliegen. Ab Lavy (Gemeinde Saint-Pierre-de-Côle) bis zur Mündung stehen dann nur noch Oberkreideschichten an, zuerst Turonium und dann bei La Chapelle-Faucher auch Coniacium. Kurz hinter La Chapelle-Faucher trifft sie dann auf die Störungszone der Mareuil-Antiklinale, die sie als Folgeerscheinung bis zur Mündung wieder ins stratigraphisch tiefere Oberturon (Angoumien) zurückversetzt.
Im Pleistozän wurden in der relativ breiten Talsohle ab Saint-Jean-de-Côle Schotterterrassen aus der Riß-Kaltzeit, hauptsächlich aber aus der Würm-Kaltzeit abgelagert. Teils sehr mächtiges pleistozänes Kolluvium fluviatilen Ursprungs bedeckt die beiden Talseiten. Das Kolluvium findet sich auch auf dem Grundgebirge und verdeckt hier vorwiegend die Glimmerschiefer.

## Hydrologie

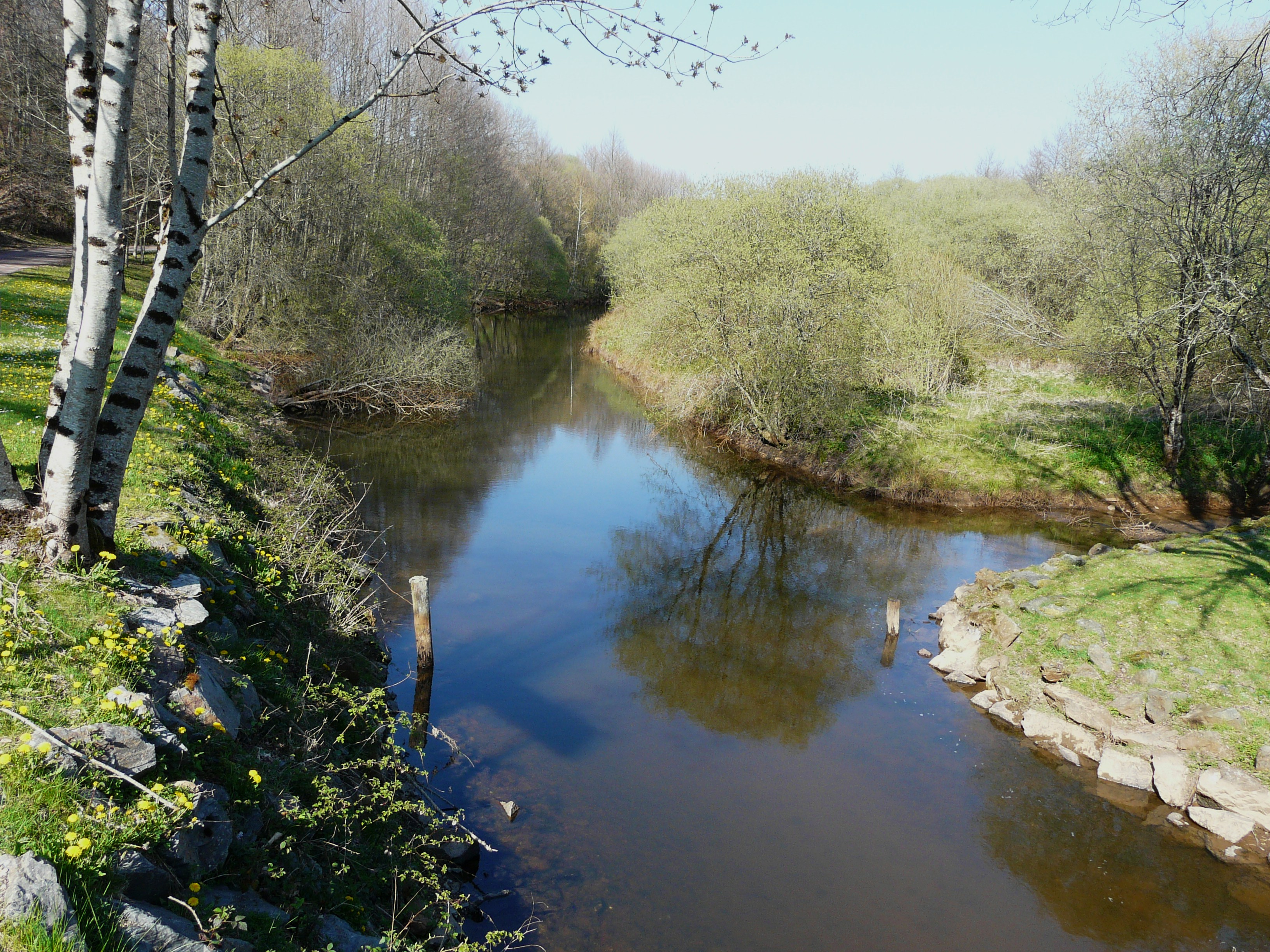
Die Côle bei Mialet

Die Côle ist hinter der Lizonne und dem Lary der drittlängste Nebenfluss der Dronne. Ihr Einzugsgebiet ist 338 km² groß. Das durchschnittliche Gefälle beträgt 5,15 m/km. An der Messstation von Saint-Jean-de-Côle wurde am 13. Januar 2004 ein maximaler Tagesabfluss von 50 m3/s aufgezeichnet.

## Ökologie
Das Tal der Côle wurde zwischen dem Stausee von Mialet (Retenue de Miallet) und der Mündung der Queue d'Âne als Ökotop erster Ordnung (Französisch ZNIEFF = zone naturelle d'interêt écologique, faunistique et floristique) unter Schutz gestellt.

## Geschichte
Im Côletal finden sich prähistorische Spuren bei Rochecaille im Gemeindegebiet von La Chapelle-Faucher. Beim etwas abseits gelegenen Lempzours wurden ebenfalls frühgeschichtliche Funde gemacht und auch gallorömische Überreste kamen zum Vorschein. Die Höhle von Fraux liegt etwa 2 Kilometer nördlich an der Queue d'Âne im Gemeindegebiet von Saint-Martin-de-Fressengeas; sie enthält neben prähistorischen Ritzzeichnungen auch Überreste aus der Bronzezeit. Aus der Megalithzeit stammen ein Dolmen bei La Valade und ein Menhir bei Fouret, beide im Gemeindegebiet von Condat-sur-Trincou. Das Dolmen Pierre Levée beim Weiler (La) Jalinie, Gemeinde Saint-Jory-de-Chalais, liegt nur unweit vom Côletal entfernt. Im frühen Mittelalter wurden romanische Kirchen in Mialet, Saint-Jory-de-Chalais, Saint-Jean-de-Côle (Ende 11. Jahrhundert), Saint-Pierre-de-Côle (12. Jahrhundert) und in La-Chapelle-Faucher errichtet. Etwa zur selben Zeit entstanden auch das Château de Lambertie in Mialet, das Augistinerpriorat und das Château de la Marthonie in Saint-Jean-de Côle, das Château de Bruzac bei Saint-Pierre-de-Côle und das Château de Lasfond in La Chapelle-Faucher.

## Sehenswürdigkeiten am Fluss
- In Mialet:
  - Der Stausee (Retenue de Mialet).

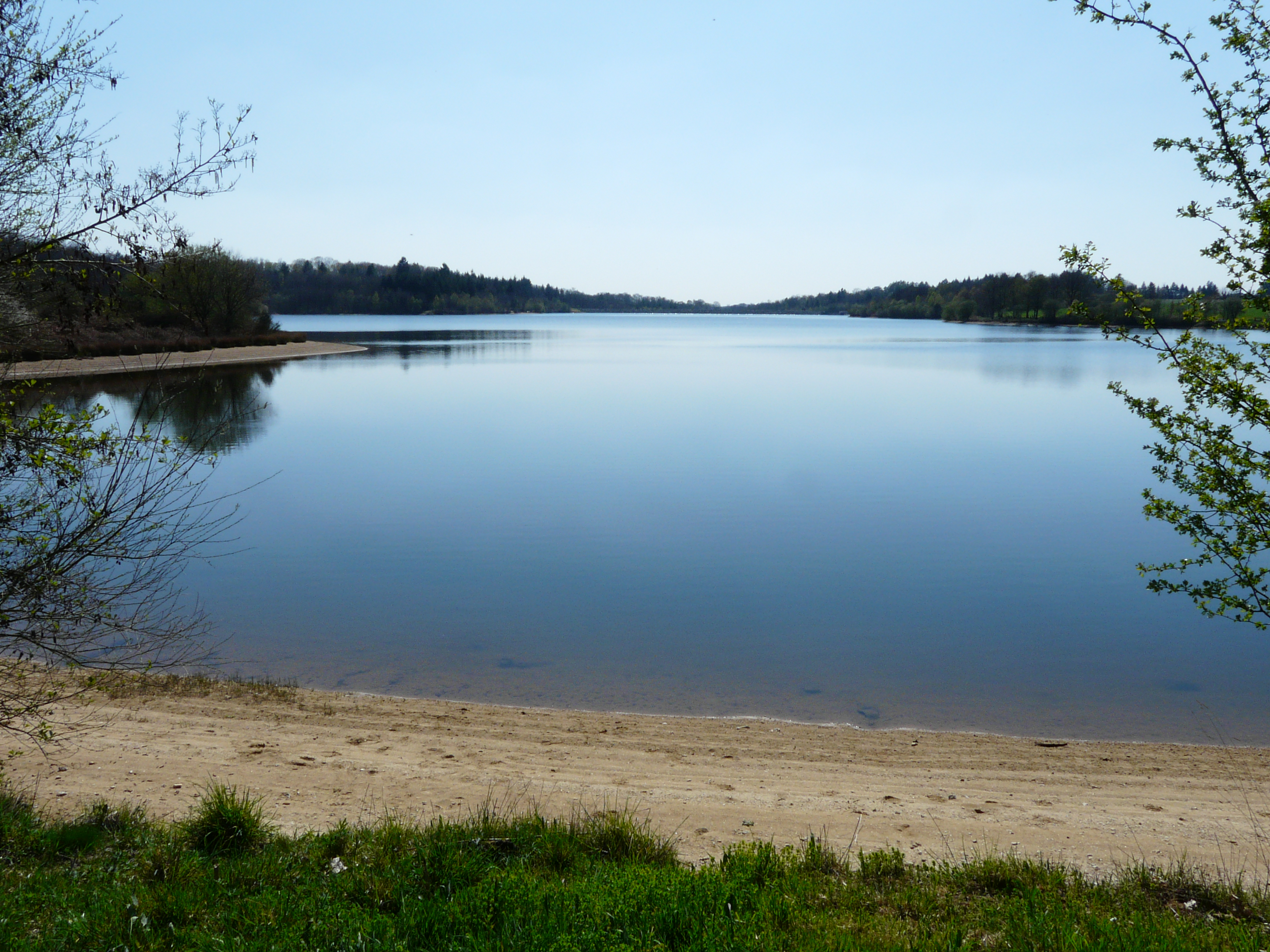
Der Stausee von Mialet

- In Saint-Jean-de-Côle, einem der schönsten Dörfer Frankreichs:
  - Das Château de la Marthonie.
  - Die romanische Abteikirche Saint-Jean-Baptiste.
  - Das ehemalige Augustinerpriorat.
  - Die mittelalterliche Brücke über die Côle.
- In Saint-Pierre-de-Côle:
  - Die Ruinen des Château de Bruzac.
  - Die romanische Ortskirche Saint-Pierre-ès-Liens.
  - Die Kapelle Les Ladres.
- In La Chapelle-Faucher:
  - Die romanische Kirche Notre-Dame de l'Assomption.
  - Das Château de Lasfond.
- Im Gemeindegebiet von Condat-sur-Trincou:
  - Dolmen bei La Valade und Menhir bei Fouret.